# Fanconis anemi
Fanconis anemi (FA) eller fanconianemi är en ovanlig ärftlig sjukdom som ger främst anemi men även olika typer av missbildningar. Förekomsten är 1-5 fall per en miljon individer.
Detta sjukdomstillstånd har fått sitt namn från Guido Fanconi, som år 1927 rapporterade att tre av hans bröder hade fysiska abnormiteter samt makrocytos och pancytopeni. Födelsedefekter är förekommande hos uppemot 75 procent av de patienter som har Fanconis anemi. Komplikationer som kan uppstå till följd av sjukdomstillståndet inkluderar infektioner, blödningar, myelodysplastiskt syndrom, leukemi, levertumörer samt andra former av cancer.